# Thouaré-sur-Loire
Thouaré-sur-Loire è un comune francese di 7 734 abitanti situato nel dipartimento della Loira Atlantica nella regione dei Paesi della Loira.

## Società

### Evoluzione demografica
Abitanti censiti